# Bereźce (obwód brzeski)
Bereźce (biał. Беразцы; ros. Березцы) – wieś na Białorusi, w obwodzie brzeskim, w rejonie pińskim, w sielsowiecie Parochońsk, nad Prypecią i przy granicy Rezerwatu Krajobrazowego Środkowa Prypeć.
Znajduje się tu parafialna cerkiew prawosławna pw. Świętych Męczenników Machabeuszy.

## Historia
W dwudziestoleciu międzywojennym leżały w Polsce, w województwie poleskim, w powiecie stolińskim, w gminie Płotnica. Po II wojnie światowej w granicach Związku Sowieckiego. Od 1991 w niepodległej Białorusi.

Archiwalne widoki miejscowości
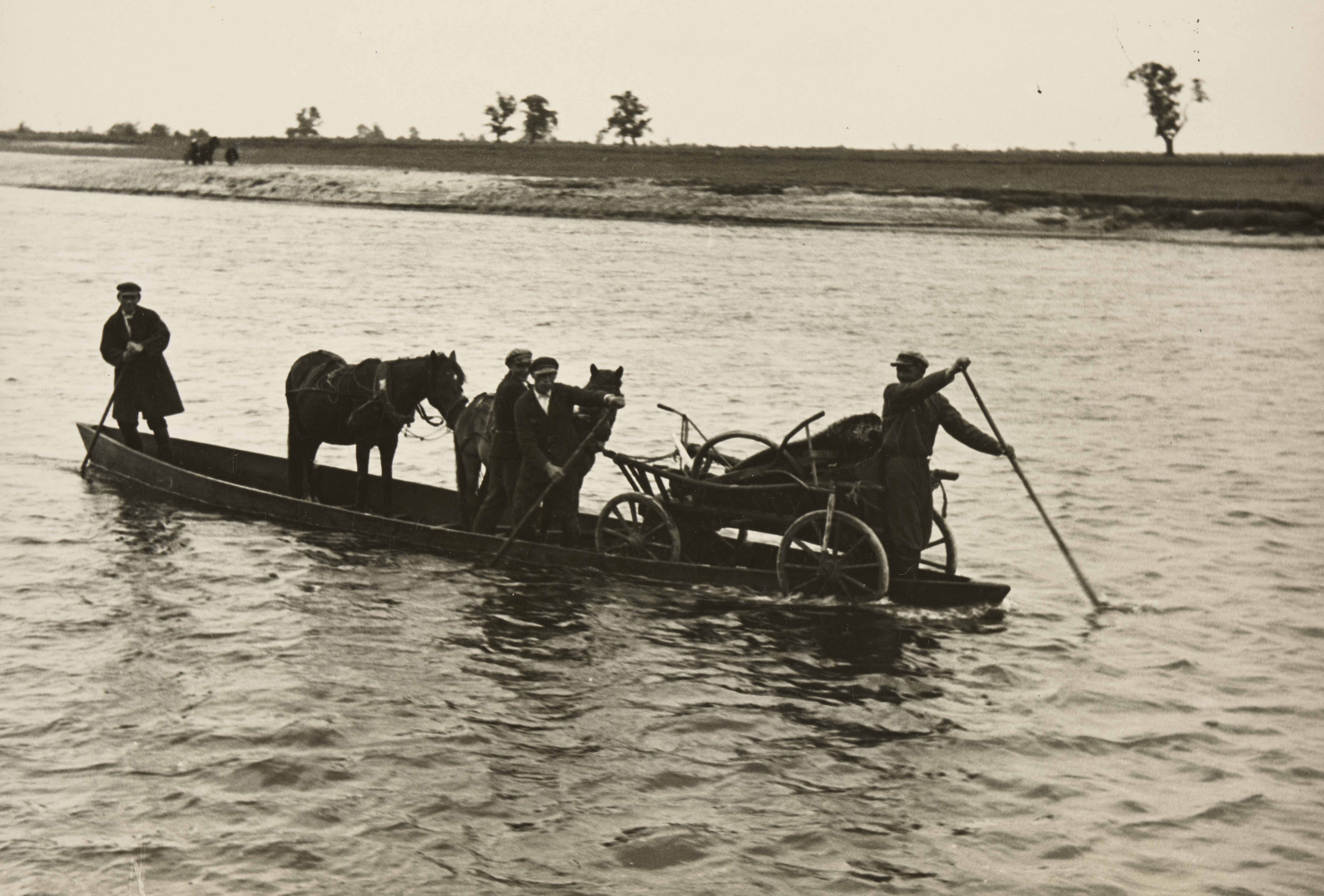
Przeprawa wozu przez Prypeć
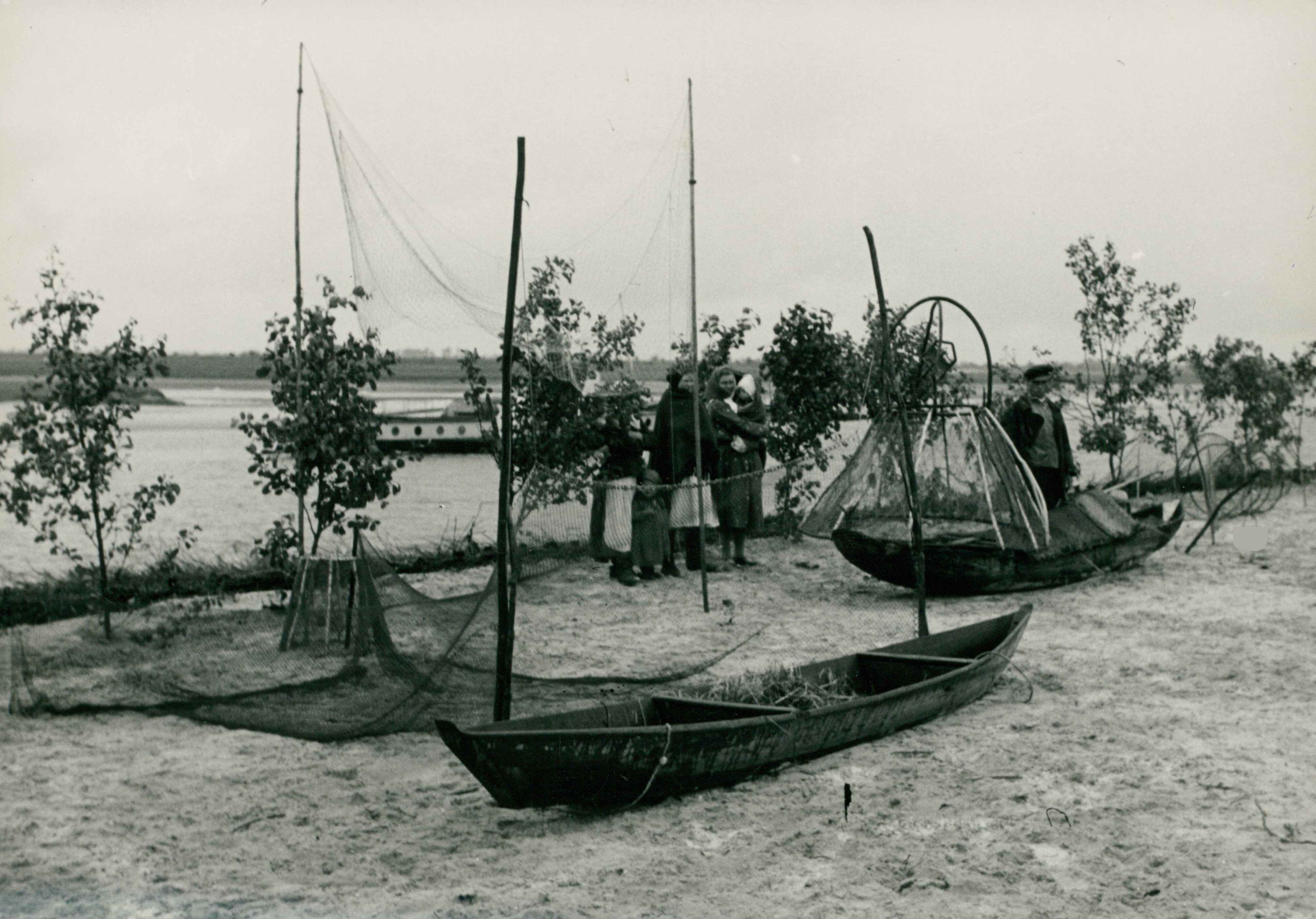
Sieci i łodzie rybackie
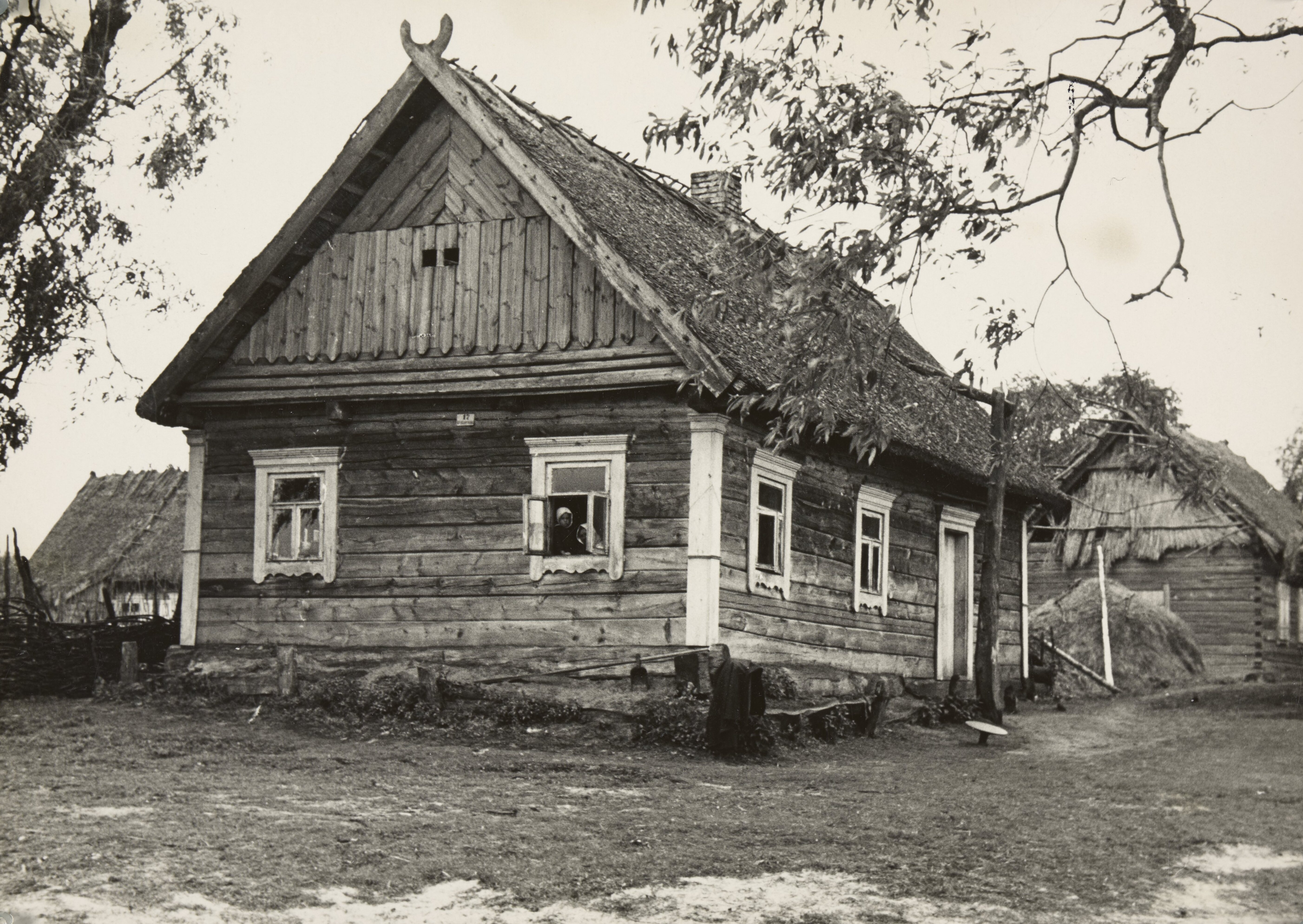
Chata
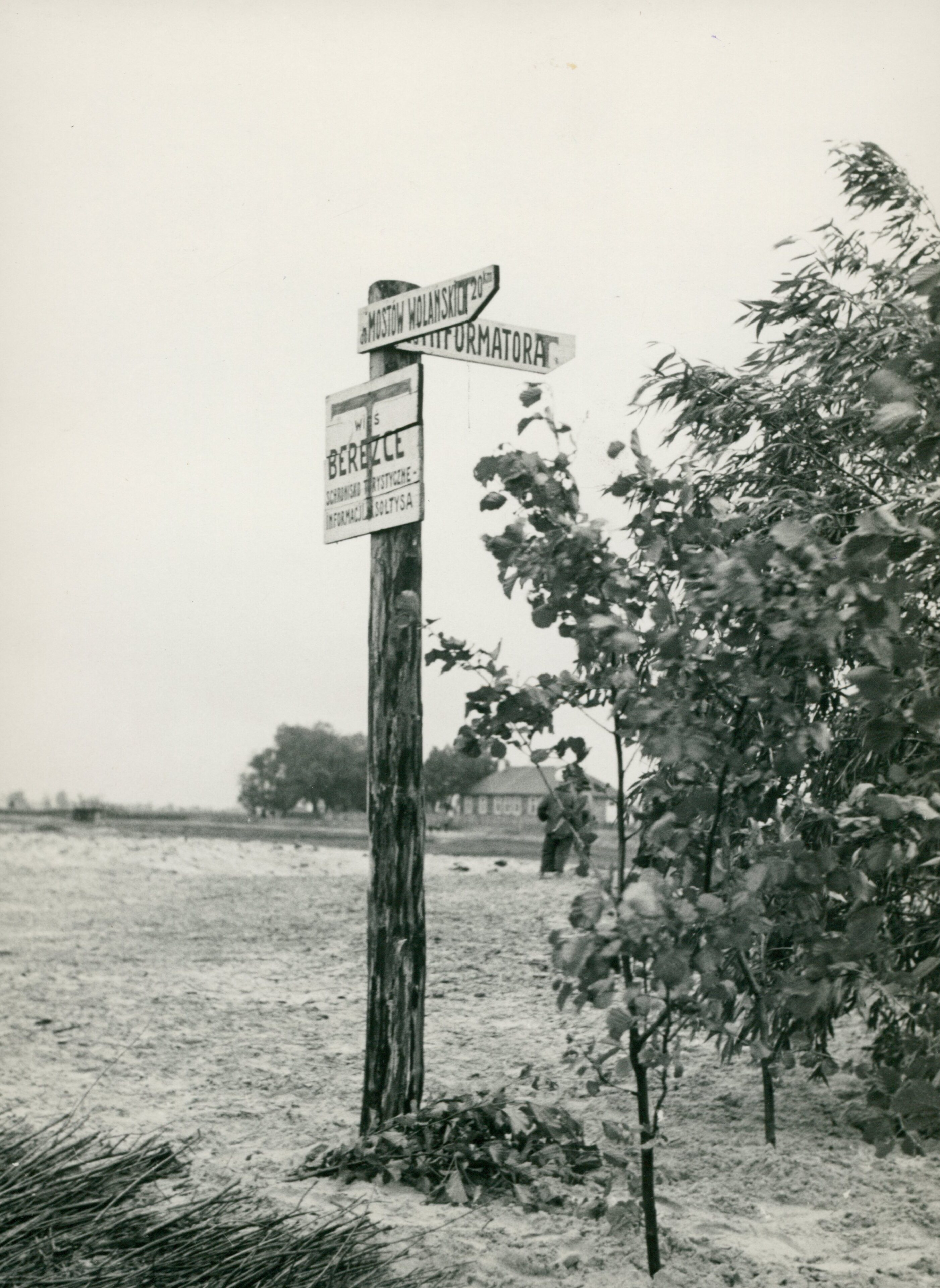
Drogowskaz turystyczny